# 焼き干し
焼き干し（やきぼし）は古より日本で作られてきた素焼きにした魚などを乾燥させた保存食である。

## 概要
四方を海に囲まれ、また河川における漁労も盛んであった日本では、古くから干物や煮干しなど、漁獲物の様々な保存法が発展してきた。焼き干しもまた、その一種である。特に山間部においては川魚の焼き干しを貴重な蛋白源として利用してきた。
焼き干しに利用される漁獲物は、アユ、イワナなどの淡水魚からイワシ、トビウオ、ハゼなどの海水魚まで多岐に渡る。

## 作り方
魚の内臓を取り除き、炭火でじっくりと焼く。そののち陰干しや天日干しなどで乾燥させる。イワナなどは串焼きにして藁つとに刺し、囲炉裏の上で燻すように乾燥させるのが伝統的な製法の一つである。

## 利用
そのまま炙って酒の肴や惣菜として利用する他、味噌汁や雑煮など汁物の出汁として広く利用できる。最近ではラーメンのスープ原料としても人気がある。また佃煮や甘露煮にしたり、身をほぐして炊き込みご飯の具とする事もある。その他にも燗酒の風味付けとしても利用される。